# Artur Linowski
Artur Józef Linowski vel Adam Latecki, pseud. Karp, Ostrożny, Andrzej (ur. 18 lipca 1911 w Nagłowicach, zm. 2 lipca 1943 w Tomaszowie Mazowieckim) – porucznik kawalerii rezerwy Wojska Polskiego, Polskich Sił Zbrojnych na Zachodzie i Armii Krajowej, cichociemny.

## Życiorys
Artur Linowski był absolwentem tzw. gimnazjum biskupiego w Kielcach (matura w 1931 roku) i Akademii Rolniczej w Cieszynie. W latach 1934–1935 uczył się w Szkole Podchorążych Kawalerii w Grudziądzu. Pracował w majątku rodziców.
We wrześniu 1939 roku walczył w 10 pułku Ułanów Litewskich Podlaskiej Brygady Kawalerii. 23 września przekroczył granicę polsko-litewską. Został internowany na Litwie. W grudniu dotarł do Francji, gdzie został przydzielony do Oddziału Rozpoznawczego 4 Dywizji Piechoty. Od czerwca 1940 roku w Wielkiej Brytanii służył w 7 kompanii przeciwpancernej 7 Brygady Kadrowej Strzelców, następnie w 1 Samodzielnej Brygadzie Spadochronowej. Po przeszkoleniu ze specjalnością w dywersji został zaprzysiężony 24 sierpnia 1942 roku i przeniesiony do Oddziału VI Sztabu Naczelnego Wodza.
Został zrzucony w Polsce w nocy z 1 na 2 października 1942 roku w ramach operacji lotniczej o kryptonimie „Chisel” dowodzonej przez kpt. naw. Mariusza Wodzickiego i przydzielony do Kedywu Okręgu Łódź AK na stanowisko zastępcy oficera dywersji (szefa Kedywu) Inspektoratu Piotrków Trybunalski AK. Od stycznia 1943 roku był zastępcą szefa Kedywu Okręgu.
W nocy z 1 na 2 lipca 1943 roku został aresztowany przez Gestapo w Kurzeszynie. Otruł się 2 lipca w siedzibie Gestapo w Tomaszowie Mazowieckim.

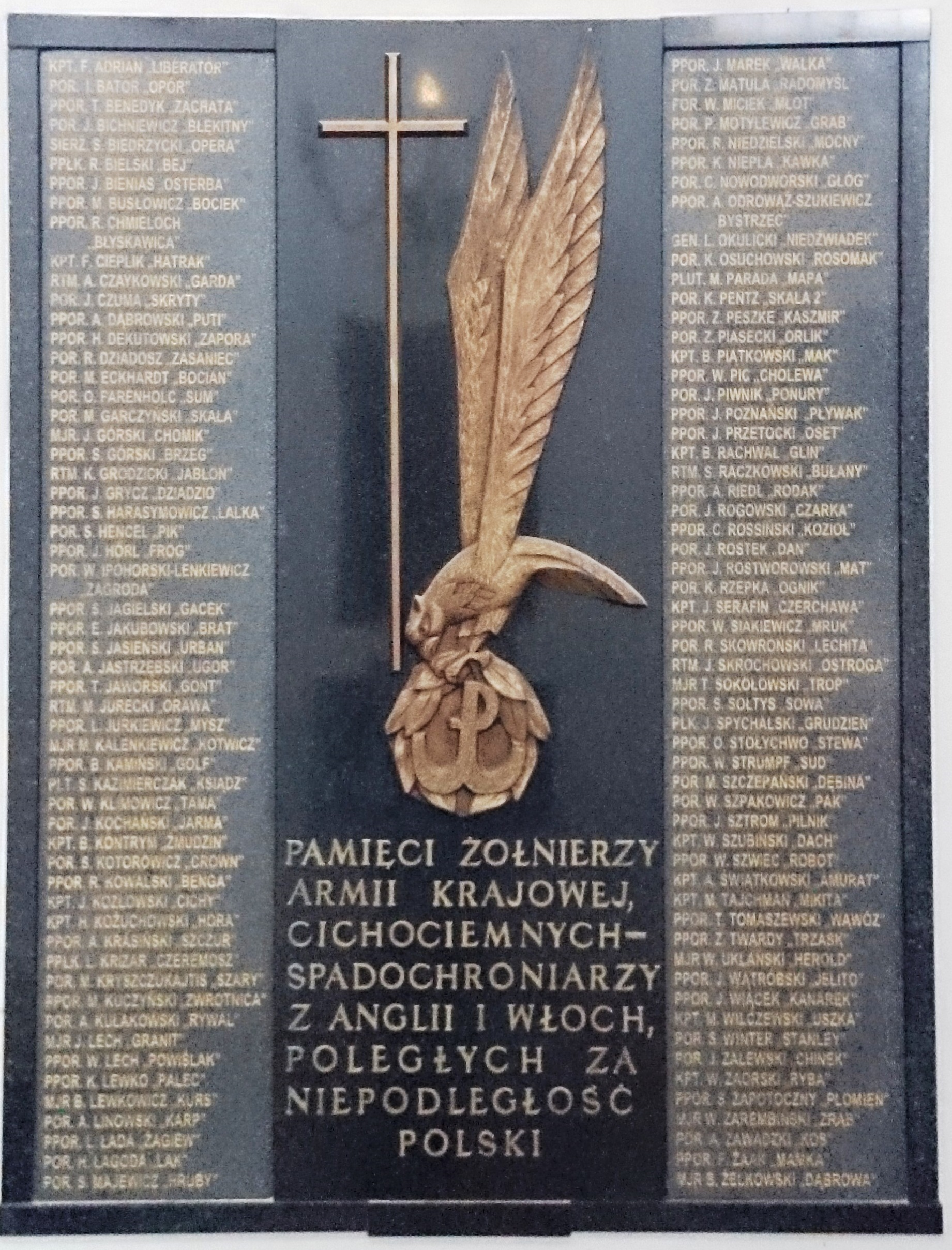
Tablica w kościele św. Jacka w Warszawie, upamiętniająca poległych cichociemnych, w tym Artura Linowskiego

## Awanse
- podporucznik – ze starszeństwem z dniem 1 stycznia 1937 roku
- porucznik – ze starszeństwem z dniem 1 października 1942 roku.

## Odznaczenia
- Krzyż Srebrny Orderu Virtuti Militari – pośmiertnie
- Krzyż Walecznych.

## Życie rodzinne
Artur Linowski był synem Adama, właściciela ziemskiego, i Anny Marii z domu Kosickiej. Miał rodzeństwo: Anielę (1907–1986) późniejszą Popławską, Adama (1908–1977) i Aleksandra (1918–1943).

## Upamiętnienie
- W lewej nawie kościoła św. Jacka przy ul. Freta w Warszawie odsłonięto w 1980 roku tablicę Pamięci żołnierzy Armii Krajowej, cichociemnych – spadochroniarzy z Anglii i Włoch, poległych za niepodległość Polski. Wśród wymienionych 110 poległych cichociemnych jest Artur Linowski.
- W lipcu 1984 roku w kościele pw. Najświętszej Maryi Panny Królowej Polski w Tomaszowie Mazowieckim odsłonięto tablicę pamiątkową poświęconą Arturowi Linowskiemu.